# Departamentul Instituțiilor Penitenciare
Departamentul Instituțiilor Penitenciare (DIP) este organul central de specialitate, cu statut de subdiviziune a Ministerului Justiției din Republica Moldova, care exercită conducerea, coordonarea și controlul asupra realizării politicii de stat în domeniul punerii în executare a pedepselor penale privative de libertate, măsurii arestului preventiv, sancțiunii arestului contravențional, precum și a măsurilor de siguranță aplicate deținuților. Reforma sistemului penitenciar a început în anul 1996, imediat după trecerea Direcției Instituțiilor Penitenciarelor în subordinea Ministerului Justiției, transformându-se, ulterior în Departamentul Instituțiilor Penitenciare al Republicii Moldova, acest proces generând reforme cardinale în sistemul de executare a pedepselor privative de libertate și executarea altor sarcini ale instituțiilor sistemului penitenciar impuse prin lege. 
Din data de 16 mai 2018, Departamentul Instituțiilor Penitenciare s-a reorganizat în Administrația Națională a Penitenciarelor din Republica Moldova.

## Organizare

### Aparatul central
- Director

Direcția inspectare generală și activitate analitică
Direcția resurse umane
Direcția juridică
Direcția financiară
Direcția relații publice, mass-media și secretariat
Secția activitate psihologică cu personalul
Serviciul audit intern
- Director adjunct

Direcția activitate educativă, psihologică și asistență socială
Direcția securitate și investigații operative
Direcția regim și supraveghere
Direcția evidență specială
Direcția securitate internă
Direcția medicală
Detașamentul cu destinație specială ,,Pantera”
- Director adjunct

Direcția logistică
Direcția de producere și activitate economică
Secția relații externe, elaborări și implementare programe
Direcția trupelor de pază, supraveghere și escortare
Centrul instructiv
Centrul de aprovizionare tehnico-materială
- Unitatea de implementare a Proiectului de construcție a penitenciarului din Chișinău

### Structuri subordonate DIP

#### Detașamentul cu destinație specială „Pantera”
Sarcinile și atribuțiile de bază ale colaboratorilor acestei subdiviziuni sunt: 
- prevenirea și reprimarea infracțiunilor și altor fapte ilicite în instituțiile penitenciare;
- participarea la asigurarea ordinii de drept în instituțiile de detenție;
- asigurarea securității condamnaților și a persoanelor aflate în stare de arest;
- asigurarea securității colaboratorilor sistemului penitenciar și membrilor familiilor lor;
- colaborarea cu organele de drept privind desfășurarea operațiunilor speciale de asigurare a securității publice;
- participarea la acțiunile de reprimare sau lichidare a nesupunerilor și dezordinilor în masă, actelor de huliganism, altor acțiuni ilicite ale condamnaților, persoanelor aflate în stare de arest și altor cetățeni care destabilizează activitatea instituțiilor penitenciare;
- neutralizarea criminalilor înarmați în instituțiile departamentului;
- eliberarea persoanelor luate ca ostatici în instituțiile departamentului;
- participarea la acțiunile de căutare a condamnaților sau persoanelor aflate în stare de arest care au săvârșit acțiuni de evadare;
- asigurarea securității publice în cazul situațiilor excepționale.

Instituția a fost fondată la 1 aprilie 1991.

#### Centrul instructiv
Instituția este subordonată DIP, a cărei menire de bază constă în instruirea și perfecționarea permanentă a angajaților Sistemului Penitenciar. 
Obiectivele de bază ale acestei instituții sunt: 
- pregătirea profesională inițială și perfecționarea personalului sistemului penitenciar în vederea sporirii măiestriei profesionale;
- asigurarea condițiilor favorabile pentru acumularea cunoștințelor și deprinderilor practice, abilităților profesionale, necesare pentru exercitarea cu succes a obligațiunilor de serviciu;
- acumularea, selectarea, generalizarea și promovarea experienței avansate, inclusiv combinarea procesului de studiu teoretic cu practica întru realizarea obiectivelor sistemului penitenciar; *introducerea noilor standarde și forme de instruire continuă a personalului sistemului penitenciar.

În anii 1971 – 1995 instituția aparținea Comenduirii Speciale aflate în subordinea Comisariatului de Poliție a raionului Criuleni al MAI. La 15 august 1995, prin ordinul MAI nr. 175, se creează Centrul Metodic Instructiv, iar prin Hotărârea Guvernului nr. 1119 din 14.10.2004 și Regulamentul aprobat prin ordinul Ministerului Justiției nr. 488 din 09.12.2005, instituția este denumită Centrul Instructiv al DIP cu statut de instituție publică.

#### Direcția trupelor de pază, supraveghere și escortare
Direcția trupelor de pază, supraveghere și escortare este o subdiviziune structurală a Departamentului Instituțiilor Penitenciare, ce asigură organizarea și executarea misiunilor de luptă pentru escortarea și paza deținuților în limitele sistemului penitenciar, pe itinerarele feroviare, aeriene, auto și instanțele judecătorești; asigură controlul realizării proiectelor privind reutilarea obiectelor cu mijloace tehnico-genistice de pază, semnalizare, supraveghere și legături performante; folosirii câinilor la executarea serviciului de luptă, controlul evidenței și disponibilității în complex a armamentului, munițiilor și mijloacelor speciale în subdiviziunile DIP.
Actualmente, în structura DTPSE sunt incluse următoarele servicii de bază:
- serviciul de pază, supraveghere și escortare;
- serviciul pentru deservirea tehnică a mijloacelor de pază și legătură;
- serviciul armament;
- batalionul de escortă;
- secția chinologică;

DTPSE a fost instituită la 01 octombrie 1997 în baza Hotărîrii Guvernului nr.796 din 20 august 1997, la temelia fondării căreia a stat Nicolae Boșcanean, colonel de justiție.

#### Centrul de aprovizionare tehnico-materială
Centrul de aprovizionare tehnico-materială a sistemului penitenciar este o structură subordonată Departamentului Instituțiilor Penitenciare, cu statut de instituție publică, care se subordonează nemijlocit directorului adjunct al DIP.
Activitatea Centrului poartă caracter necomercial și este legată de primirea, stocarea, păstrarea și redistribuirea ulterioară (fără adaosuri comerciale) a produselor alimentare, materialelor de construcții și altor bunuri materiale la subdiviziunile structurale ale Departamentului.

#### Penitenciare
- Penitenciarul nr. 1-Taraclia - penitenciar de tip închis pentru detenția condamnaților majori de gen masculin. Suplimentar, pe lângă penitenciar funcționează un sector de tip deschis pentru deținerea condamnaților de gen masculin, cu dislocarea acestuia în orașul Basarabeasca.
- Penitenciarul nr. 2-Lipcani - penitenciar în care funcționează un sector de tip închis și unul de tip semiînchis, pentru deținerea condamnaților de gen masculin care, în virtutea funcțiilor ocupate anterior, pot fi amenințați cu răzbunarea.
- Penitenciarul nr. 3-Leova - penitenciar de tip închis, pentru detenția condamnaților majori de gen masculin.
- Penitenciarul nr. 4-Cricova - penitenciar de tip semiînchis, pentru condamnații majori de gen masculin, care au săvîrșit infracțiuni ușoare, mai puțin grave și grave, săvârșite cu intenție.
- Penitenciarul nr. 5-Cahul - izolator de urmărire penală. Suplimentar, în acesta funcționează un sector de tip semiînchis pentru detenția condamnaților majori de gen masculin, antrenați la lucrări de deservire a penitenciarului.
- Penitenciarul nr. 6-Soroca - penitenciar de tip închis pentru detenția condamnaților majori de gen masculin. Își ispășesc pedeapsa deținuții condamnați pentru săvârșirea infracțiunilor grave, extrem de grave și recidiviști.
- Penitenciarul nr. 7-Rusca – penitenciar pentru detenția femeilor, care corespunde penitenciarului de tip închis. Suplimentar, în acesta funcționează un sector de tip semiînchis pentru deținerea condamnatelor majore de sex feminin, un sector de tip deschis pentru deținerea condamnatelor majore de sex feminin, un sector pentru minori, pentru deținerea condamnatelor minore de sex feminin, un sector pentru deținerea femeilor gravide și mamelor care au copii în vârstă de până la 3 ani.
- Penitenciarul nr. 8-Bender – penitenciar de tip semiînchis. Aici își execută pedeapsa condamnații majori de gen masculin, care au săvârșit infracțiuni ușoare, mai puțin grave și grave, săvârșite cu intenție.
- Penitenciarul nr. 9-Pruncul – penitenciar de tip închis. În instituție își execută pedeapsa condamnații majori de gen masculin, condamnați la închisoare pentru infracțiuni deosebit de grave și excepțional de grave, precum și persoanele care au săvârșit infracțiune ce constituie recidivă.
- Penitenciarul nr. 10-Goian – penitenciar de tip semiînchis unde își execută pedeapsa deținuții minori.
- Penitenciarul nr. 11-Bălți - izolator de urmărire penală. Suplimentar, în acesta funcționează un sector de tip semiînchis pentru detenția condamnaților majori de gen masculin, antrenați la lucrări de deservire a penitenciarului.
- Penitenciarul nr. 12-Bender – penitenciar de tip închis pentru deținerea condamnaților majori de sex masculin. Suplimentar, în acesta funcționează un sector izolator de urmărire penală, un sector de tip semiînchis pentru detenția condamnaților majori de gen masculin, un sector de tip deschis pentru deținerea condamnaților majori de sex masculin.
- Penitenciarul nr. 13-Chișinău – izolator de urmărire penală. Suplimentar, în acesta funcționează un sector de tip semiînchis pentru detenția condamnaților majori de gen masculin, antrenați la lucrări de deservire a penitenciarului.
- Penitenciarul nr. 15-Cricova – penitenciar de tip închis pentru detenția condamnaților majori de gen masculin.
- Penitenciarul nr.16-Pruncul – instituție cu statut de spital penitenciar. Aici se dețin toate categoriile de condamnați, transferați de la alte instituții penitenciare, care necesită tratament ambulatoriu.
- Penitenciarul nr. 17-Rezina – izolator de urmărire penală (instituție penitenciară de tip închis), unde se dețin persoanele față de care este aplicată măsura arestului preventiv. Suplimentar, în această instituție funcționează un sector de tip închis, pentru persoanele condamnate la detențiune pe viață, un sector de tip semiînchis, pentru detenția condamnaților majori de gen masculin, implicați în lucrările de deservire a penitenciarului și un sector cu statut de spital penitenciar, unde sunt plasați deținuții bolnavi de tuberculoză.
- Penitenciarul nr. 18-Brănești – penitenciar de tip semiînchis, pentru detenția condamnaților majori de gen masculin.